# Cattedrale di San Luigi (Port Louis)
La cattedrale di San Luigi (in francese: Cathédrale Saint-Louis) è la chiesa cattedrale della diocesi di Port-Louis; si trova a Port Louis, Mauritius.

## Storia
La cattedrale sorge sullo stesso sito di precedenti chiese: tra il 1752 e il 1756 Jean-François Charpentier Cossigny aveva costruito il primo edificio, che è crollato colpito da un ciclone nel 1760; una nuova chiesa è crollata il 9 aprile 1773 a causa di altro ciclone. Il terzo edificio, frutto della ricostruzione del precedente, avvenuta nel 1782, era anch'esso a rischio di crollo. Un restauro effettuato nel 1814 da Robert Townsend Farquhar, il primo governatore inglese, permise la sopravvivenza della chiesa, fino a quando gli stessi problemi strutturali si ripresentano nel 1819 ed il vescovo James Leen decise la ristrutturazione tra il 1930 ed il 1933. Un ulteriore restauro è avvenuto nel 2007.